# La Voie de l'ennemi
Ne doit pas être confondu avec La Voie de l'ennemi (film).
La Voie de l'ennemi (titre original : The Blessing Way), paru en 1970, est le premier roman policier de Tony Hillerman. Il s'agit de la première enquête ayant pour héros le lieutenant de la police tribale navajo Joe Leaphorn.

## Résumé
L'anthropologue Bergen McKee séjourne à la réserve navajo dans la région de Four Corners à la recherche d'histoires de sorciers. Sa première visite est pour son vieil ami, le policier Joe Leaphorn, et sa femme Emma.
À cette époque, un jeune homme du nom de Luis Horseman se terre parce qu'il croit avoir tué un homme dans un combat. Or la victime a survécu, et Leaphorn fait passer le mot dans la tribu afin que Luis sorte de son antre et s'adresse à la police pour régulariser sa situation. Mais peu après, un matin, le corps sans vie de Luis est retrouvé à proximité de Ganado : il a été étouffé avec du sable et déplacé jusqu'à l'endroit où on l'a découvert. 
Cependant McKee et son collègue, le professeur J. R. Canfield, se préparent à une excursion commune dans les montagnes Lukachukai. Une jeune femme, Ellen Leon, approche toutefois Canfield et lui demande son aide pour retrouver un ami, le docteur Hall, qui travaille quelque part sur la réserve.
Sur ces entrefaites, la famille Tsosie organise un rituel navajo auquel assiste Joe Leaphorn. Au cours de la longue cérémonie, il apprend l'identité de celui qui a trouvé le scalp symbolique du sorcier qui tue les moutons et épuise les chevaux. Billy Nez, le jeune frère de Luis, qui a vu l'ennemi, se saisit symboliquement de son chapeau pendant la cérémonie. Leaphorn comprend ainsi la nécessité expiatoire de cette cérémonie qui convainc les croyants que l'ennemi mourra dans l'année. 
De son côté, McKee revient au camping dans sa voiture pour constater que ni le professeur Canfield ni son véhicule, ne sont au campement. Il trouve un mot qui l'informe que le professeur sera de retour après avoir aidé un Navajo à obtenir un traitement médical, mais un détail cloche : le message est signé John, alors que le prénom de Canfield est Jeremy. Pendant la nuit, McKee est réveillé. Il s'éloigne du campement à l'affût de ce qui a pu interrompre son sommeil. Lorsqu'il revient sur ses pas, il aperçoit un homme portant une peau de loup et tenant une arme automatique sortir de la tente. Il appelle par son nom celui qu'il croit être McKee, mais l'inconnu garde le silence et disparaît. 
Le soir suivant, McKee fait une chute et se blesse au visage et à la main droite, peu après l'arrivée d'Ellen Leon au campement. Puis, il découvre le véhicule de Canfield et, à l'intérieur, le cadavre du professeur. Quand il veut prendre son propre camion, il se rend compte qu'il a été saboté. Désormais, la peur et l'angoisse précipitent les personnages vers un sort tragique.

## Particularités du roman
Dans son autobiographie, Hillerman explique que McKee devait être le personnage principal, et Leaphorn ne devait tenir qu'un rôle mineur. Cependant, ses éditeurs lui demandèrent de développer le rôle de Leaphorn et dans les livres suivants il allait devenir un personnage de premier plan.
Le roman fait référence aux Anasazis et aux Hopis, mais il est centré sur les Navajos.